# Rio Guaiamã
Rio Guaiamã är ett vattendrag i Brasilien.   Det ligger i delstaten Rondônia, i den centrala delen av landet, 1 800 km väster om huvudstaden Brasília.
Omgivningarna runt Rio Guaiamã är en mosaik av jordbruksmark och naturlig växtlighet. Runt Rio Guaiamã är det glesbefolkat, med 18 invånare per kvadratkilometer.